# 長吻長舌蝠屬
長吻長舌蝠屬（学名：Hylonycteris），哺乳綱、翼手目、葉口蝠科的一屬，而與長吻長舌蝠屬（長吻長舌蝠）同科的動物尚有索熱爾長舌蝠屬（白長舌蝠）、長齒長舌蝠屬（暗色長齒長舌蝠）、長舌葉鼻蝠屬（長吻長舌葉鼻蝠）、墨西哥長吻蝠屬（墨西哥長吻蝠）等之數種哺乳動物。

## 下属物种
- 长吻长舌蝠 (林棲長舌蝠) - Hylonycteris underwoodi Thomas, 1903